# Ankirini
Ankirini su familija adapterskih proteina koja posreduje pričvršćivanje integralnih membranskih proteina na spektrin-aktin bazirani skeleton. Ankirini imaju vezujuća mesta za beta pod-jedinice spektrina i najmanje 12 familija integralnih membranskih proteina. Vezivanje je neophodno da bi se održao integritet plazmatičnih membrana i bi se fiksirali specifični jonski kanali, jonski izmenjivači i jonski transporteri u plazmatičnoj membrani.

## Struktura
Ankirini sadrže četiri funkcionalna domena: N-terminalni domen koji sadrži 24 tandema ankirinskog ponavljanja, centralni domen koji se vezuje za spektrin, smrtni domen koji se vezuje za proteine sa ulogom u apoptozi, i C-terminalni regulatorni domen koji je visoko varijabilan među ankirinskim proteinima.

## Podtipovi
Ankirini su kod sisara kodirani sa tri gena (ANK1, ANK2 i ANK3). Svaki gen proizvodi više proteina putem alternativnog spajanja.

### ANK1
ANK1 gen kodira ankirin R proteine. Ankyrin R je prvo karakterisan u ljudskim eritrocitima, gde se nazvan eritrocitni ankirin, ili band2.1. Ankirin R omogućava eritrocitima da se odupru spoljašnjim silama koje na njih deluju u toku cirkulacije. Osobe sa smanjenim prisustvom ili defektivnim ankirinom R ispaštaju of oblika hemolitičke anemije nazvane nasledna sferocitoza. U eritrocitima, ankirin R vezuje membranski skeleton sa  jonskim izmenjivačom.
Ankirin 1 vezuje membranski receptor CD44 sa inozitol-trifosfat receptor I citoskeletonom.

### ANK2
Naknadno, ankirin B proteini (proizvodi ANK2 gena) su identifikovani u mozgu. Ankirin B i ankirin G proteini su neophodni za polarizovanu distribuciju mnogih membranskih proteina uključujući  ATPaze, naponski kontrolisani Na+ kanal i  izmenjivač.

### ANK3
Ankirin G proteini (proizvedeni ANK3 genom) su identifikovani u epitelijskim ćelijama i neuronima. Genetska analiza širokih razmera sprovedena 2008. godine je ukazala na mogućnost ANK3 učešća u bipolarnom poremećaju.

## Literatura
1. ↑  : 1N11; Michaely P, Tomchick DR, Machius M, Anderson RG (2002). „Crystal structure of a 12 ANK repeat stack from human ANK1”. EMBO J. 21 (23): 6387—96. PMC 136955 . PMID 12456646. doi:10.1093/emboj/cdf651. Текст „ankyrinR ” игнорисан (помоћ)
2. 1 2  Bennett V, Baines AJ (1. 7. 2001). „Spectrin and ankyrin-based pathways: metazoan inventions for integrating cells into tissues”. Physiol. Rev. 81 (3): 1353—92. PMID 11427698. Архивирано из оригинала 13. 05. 2010. г. Приступљено 21. 03. 2010.
3. ↑  Bennett V, Stenbuck PJ (10. 4. 1979). „Identification and partial purification of ankyrin, the high affinity membrane attachment site for human erythrocyte spectrin”. J Biol Chem. 254 (7): 2533—41. PMID 372182.
4. ↑  Lux SE, Tse WT, Menninger JC, John KM, Harris P, Shalev O, Chilcote RR, Marchesi SL, Watkins PC, Bennett V (1990). „Hereditary spherocytosis associated with deletion of human erythrocyte ankyrin gene on chromosome 8”. Nature. 345 (6277): 736—9. PMID 2141669. doi:10.1038/345736a0.
5. ↑  Bennett V, Stenbuck PJ (1979). „The membrane attachment protein for spectrin is associated with band 3 in human erythrocyte membranes”. Nature. 280 (5722): 468—73. PMID 379653. doi:10.1038/280468a0.
6. ↑  Singleton PA, Bourguignon LY (2004). „CD44 interaction with ankyrin and IP3 receptor in lipid rafts promotes hyaluronan-mediated Ca2+ signaling leading to nitric oxide production and endothelial cell adhesion and proliferation”. Exp Cell Res. 295 (1): 102—18. PMID 15051494. doi:10.1016/j.yexcr.2003.12.025.
7. ↑  Schott JJ; Charpentier F; Peltier S;  . (1995). „Mapping of a gene for long QT syndrome to chromosome 4q25-27”. Am. J. Hum. Genet. 57 (5): 1114—22. PMC 1801360 . PMID 7485162.
8. ↑  Kapfhamer D, Miller DE, Lambert S, Bennett V, Glover TW, Burmeister M (1995). „Chromosomal localization of the ankyrinG gene (ANK3/Ank3) to human 10q21 and mouse 10”. Genomics. 27 (1): 189—91. PMID 7665168. doi:10.1006/geno.1995.1023.
9. ↑  Ferreira MA; O'Donovan MC; Meng YA;  . (2008). „Collaborative genome-wide association analysis supports a role for ANK3 and CACNA1C in bipolar disorder”. Nat. Genet. 40 (9): 1056. PMC 2703780 . PMID 18711365. doi:10.1038/ng.209.
10. ↑  „Channeling Mental Illness: GWAS Links Ion Channels, Bipolar Disorder”. Schizophrenia Research Forum: News. schizophreniaforum.org. 19. 8. 2008. Архивирано из оригинала 18. 12. 2010. г. Приступљено 21. 8. 2008.

## Spoljašnje veze
- Ankyrins на 